# Sergio Corbucci
Pour les articles homonymes, voir Corbucci.
Sergio Corbucci est un réalisateur et scénariste italien, né le 6 décembre 1926 à Rome et mort le 1er décembre 1990 dans la même ville. Au cours de son abondante carrière, Corbucci a été réalisateur de mélodrames, de péplums, de comédies et de films policiers.  Mais c'est surtout dans le western spaghetti que Corbucci a laissé l'empreinte la plus forte, grâce à des films comme Django et Le Grand Silence.  Avec Sergio Leone et Sergio Sollima, Corbucci est un des « trois Sergio » qui ont durablement marqué le genre.
Il est le frère de Bruno Corbucci, également cinéaste.

## Biographie
Diplômé de sciences économiques, Sergio Corbucci exerce le métier de journaliste, puis travaille comme assistant de l'un des maîtres du cinéma néo-réaliste italien, Roberto Rossellini, avant de devenir lui-même scénariste puis réalisateur.
C'est en 1951 qu'il réalise son premier long métrage, Salvate mia figlia, un mélodrame mettant en vedette Bianca Doria. 
Au début de la décennie 1960, il donne dans le péplum, genre alors très en vogue en Italie.  C'est ainsi qu'il dirige Romulus et Rémus et Le Fils de Spartacus, deux films mettant en vedette le culturiste et acteur Steve Reeves.   Entre 1960 et 1963, il réalise aussi pas moins de sept films avec Totò.  Par la suite, il travaille avec le duo burlesque Franco et Ciccio avant de réaliser L'Homme qui rit (1966), une adaptation assez lointaine du roman éponyme de Victor Hugo.
Au cours de cette période, Corbucci réalise également Le Justicier du Minnesota (1964), un des premiers spécimens de ce qui deviendra le western italien.  Par la suite, Corbucci dirigera deux œuvres majeures du genre  : Django (1966), qui lance la carrière de Franco Nero et dont la violence fait scandale à l'époque de sa sortie, et Le Grand Silence (1968), marqué par une noirceur extrême, puisque son héros, interprété par Jean-Louis Trintignant, est tué dans des conditions cruelles par le redoutable chasseur de primes Tigrero (Klaus Kinski).  Parmi les autres westerns de Corbucci, on peut mentionner Le Spécialiste (1969), qui a la particularité de mettre en vedette Johnny Hallyday. 
Au cours de la décennie 1970, Sergio Corbucci adopte un ton plus léger. Il dirige encore des westerns, mais dans une veine plus humoristique, comme Mais qu'est-ce que je viens foutre au milieu de cette révolution ? (1972) ou  Le Blanc, le Jaune et le Noir (1974).  Il tourne les comédies policières Le Pot de vin (1978), avec Nino Manfredi et Mélodie meurtrière (1979) , avec Marcello Mastroianni et Michel Piccoli.  Il s'est aussi illustré en réalisant quelques aventures du célèbre tandem Terence Hill et Bud Spencer, par exemple Pair et Impair ou Salut l'ami, adieu le trésor.
Il meurt le 1er décembre 1990 d'un arrêt cardio-circulatoire, à quelques jours de son 64e anniversaire. Il est enterré au cimetière communal monumental de Campo Verano à Rome.

## Hommage
Une rétrospective lui est consacrée à la Cinémathèque française en 2018.
En 2019, Quentin Tarantino rend un hommage au réalisateur en inventant une filmographie alternative à Sergio Corbucci dans laquelle prend place le personnage de « Nebraska Jim » joué par Rick Dalton (interprété par Leonardo Di caprio) dans le film Once Upon a Time… in Hollywood.
En 2022, le groupe de thrash metal allemand Kreator publie sur son album "Hate Über Alles" un court titre instrumental intitulé "Sergio Corbucci is Dead", en ouverture du disque. Il s'inspire des musiques de westerns spaghetti.

## Filmographie

### Réalisateur
- 1951 : Salvate mia figlia
- 1954 : La Caravane de chansons (Carovana di canzoni)
- 1954 : Baracca e burattini
- 1954 : Terre étrangère (Terra straniera)
- 1954 : La Fille de Palerme (La peccatrice dell'isola)
- 1954 : Meurtre dans les dunes (Acque amare)
- 1955 : Rêve d'amour (Suonno d'ammore)
- 1957 : Suprême Confession (Suprema confessione)
- 1957 : Ángeles sin cielo
- 1959 : I ragazzi dei Parioli
- 1960 : Chi si ferma è perduto
- 1961 : Totò, Peppino et la Douceur de vivre (Totò, Peppino e... la dolce vita)
- 1961 : Maciste contre le fantôme ( Maciste contro il vampiro)
- 1961 : Les Deux Brigadiers (I due marescialli)
- 1961 : Romulus et Rémus (Romolo e Remo)
- 1962 : L'Amnésique de Collegno (Lo smemorato di Collegno)
- 1962 : Le Fils de Spartacus (Il figlio di Spartacus)
- 1963 : Le Jour le plus court (Il giorno più corto)
- 1963 : Le Religieux de Monza (Il monaco di Monza)
- 1963 : Gli onorevoli
- 1963 : Danse Macabre (Danza macabra) coréalisé avec Antonio Margheriti
- 1964 : Massacre au Grand Canyon (Massacro al Grande Canyon) coréalisé avec Albert Band
- 1964 : Le Justicier du Minnesota (Minnesota Clay)
- 1965 : Deux Lurons sur la barricade (I figli del leopardo)
- 1966 : L'Homme qui rit (L'uomo che ride)
- 1966 : Django
- 1966 : Ringo au pistolet d'or (Johnny Oro)
- 1966 : Navajo Joe
- 1967 : Les Cruels (I crudeli)
- 1967 : Cible mouvante (Bersaglio mobile)
- 1968 : Zum zum zum (Zum Zum Zum - La canzone che mi passa per la testa) coréalisé avec Bruno Corbucci
- 1968 : Le Grand Silence (Il grande silenzio)
- 1968 : El mercenario (Il mercenario)
- 1969 : Le Spécialiste (Gli specialisti)
- 1970 : Compañeros (Vamos a matar, compañeros)
- 1971 : Les Gouapes (Er più: storia d'amore e di coltello)
- 1972 : Far West Story (La Banda J.S.: Cronaca criminale del Far West)
- 1972 : Mais qu'est-ce que je viens foutre au milieu de cette révolution ? (Che c'entriamo noi con la rivoluzione?)
- 1974 : Deux Grandes Gueules (Il bestione)
- 1975 : Le Blanc, le Jaune et le Noir (Il bianco, il giallo, il nero)
- 1975 : Di che segno sei?
- 1976 : Bluff (Bluff - Storia di truffe e di imbroglioni)
- 1976 : Il signor Robinson, mostruosa storia d'amore e d'avventure
- 1977 : Tre tigri contro tre tigri
- 1977 : Ecco noi per esempio...
- 1978 : Le Pot de vin (La mazzetta)
- 1978 : Pair et Impair (Pari e dispari)
- 1979 : Mélodie meurtrière (Giallo napoletano)
- 1980 : Un drôle de flic (Poliziotto superpiù)
- 1980 : Non ti conosco più amore
- 1980 : Mi faccio la barca
- 1981 : Salut l'ami, adieu le trésor (Chi trova un amico, trova un tesoro)
- 1982 : Bello mio, bellezza mia
- 1982 : Il conte Tacchia
- 1983 : Sing Sing
- 1983 : Questo e quello
- 1984 : A tu per tu
- 1985 : Sono un fenomeno paranormale
- 1987 : Rimini Rimini
- 1987 : Django 2 (scénariste)
- 1987 : Roba da ricchi
- 1988 : I giorni del commissario Ambrosio
- 1989 : Night Club

### Producteur
- 1955 : La Bague fatale (Lacrime di sposa) de Sante Chimirri